# Rhyacophila poba
Rhyacophila poba är en nattsländeart som beskrevs av Schmid 1970. Rhyacophila poba ingår i släktet Rhyacophila och familjen rovnattsländor. Inga underarter finns listade i Catalogue of Life.